# Guatteria excelsa
Guatteria excelsa Poepp. ex Mart. – gatunek rośliny z rodziny flaszowcowatych (Annonaceae Juss.). Występuje naturalnie w Peru. 

## Morfologia
PokrójZimozielone drzewo.
LiścieMają podłużnie lancetowaty kształt. Mierzą 12–16 cm długości oraz 2,5–4 szerokości. Nasada liścia zbiega po ogonku. Liść na brzegu jest całobrzegi. Wierzchołek jest spiczasty. Ogonek liściowy jest owłosiony i dorasta do 4 mm długości.
KwiatySą pojedyncze. Rozwijają się w kątach pędów. Działki kielicha mają owalny kształt i dorastają do 8 mm długości. Płatki mają romboidalnie owalny kształt.